# Европейский Форум Вахау
Европейский Форум Вахау проходит ежегодно с 1995 года в бенедиктинском аббатстве Готвайг в Кремской области федеративной земли Нижней Австрии. Учредителями и организаторами мероприятия выступают объединения "Европейский Форум Вахау" в сотрудничестве с Федеральным министерством европейских и международных дел совместно с Управлением правительства Нижней Австрии. Многолетним модератором Форума, а также его учредителем является публицист Пауль Лендвай.

## История
Форум Вахау был создан в 1995 году министром иностранных дел Австрии Алоизом  Моком и губернатором федеративной земли Нижней Австрии Эрвином Преллем во время вступления Австрии в Европейский Союз с намерением укрепить европейские отношения соседних стран и создать дискуссионную платформу для принятия решений о дальнейшем расширении Европейского Союза . Форум организует объединение "Европейский Форум Вахау" в сотрудничестве с Федеральным министерством европейских и международных дел Нижней Австрии и Управлением администрации Нижней Австрии. Основное внимание уделяется развитию региональной политики Дунайского региона, а также вопросам безопасности, региональному, экономическому и культурному развитии. Австрийский публицист Пауль Лендвай является председателем Форума с первого его заседания в 1995 году. В течение многих лет известные европейские политики участвовали в этом мероприятии.

## Основания и организация
Ежегодный Европейский Форум Вахау, который  берет начало с 1995 года, был основан с целью активизации и распространения европейский ценностей среди стран Дунайского региона. Одним из оснований его создания стало также присоединение Австрии к Европейскому  Союзу после всенародного референдума 12 июня 1994.
Место проведения Форума, а именно аббатство Готтвайг в Вахау, было выбрано с целью подчеркнуть как европолитическое значение христианства, так и важность близости к гражданам .
Ежегодно это событие организует правительство федеративной земли Нижней Австрии в тесном сотрудничестве с Австрийским институтом европейской политики и политической безопасности, а также с учебными заведениями региона. Кроме того, Европейский Форум Вахау поддерживается различными спонсорами, среди которых есть и Райффайзен, Экономическая палата Австрии и др .

## Первые десять лет Форума 1995-2004
Первая дискуссия на Европейском Форуме в Вахау состоялась в бенедиктинском монастыре Готтвайг в 1995 году, ровно через шесть лет после падения «железного занавеса» и воссоединения Европы.
Губернатор Нижней Австрии Эрвин Прёлль и бывший федеральный канцлер Вольфганг Шюссель ежегодно участвовали в заседаниях форума с 1995 по 2004 год, целью которого было содействие процессу европейской интеграции стран Дунайского региона. 
В конце в 2004 году после расширения Европейского Союза на десять новых стран-членов, Нижняя Австрия оказалась в центре ЕС как с политической, так и с географической точки зрения. Это позволило осуществить постепенное снятие границ с соседними странами, такими как Чехия и Словакия. Это послужило причиной того, что 1 мая 2004 федеральная земля Нижняя Австрии организовала «День трёх стран» со своими соседями. Новый «Европейский Союз 25» стал основной темой десятого Европейского Форума.

## Европейский Форум 2013 и 2014 - кризис и демократия
2013
Европейский Форум Вахау состоялся 15 и 16 июня 2013, в котором ишлось о тогдашней кризисной ситуации в странах ЕС. С девизом "Над кризисом - контур новой Европы" было открыто дискуссию между несколькими политиками из балканских стран, ЕС и Австрии. Особенно важной для тогдашнего форума была встреча двух глав правительств  Сербии и Республики Косово. Министр иностранных дел Михаэль Шпинделеггер был ответственным за встречу Ивицы Дачича и Хашима Тачи, что позволило сделадать значительный шаг в ЕС. Мигель Херц-Кестранек, Эрвин Прёлль, Йоханнес Хан и Валдис Домбровскис также присутствовали в качестве почетных гостей и выступили с докладами .
2014
17 и 18 мая 2014г. Европейский Форум Вахау состоялся под лозунгом "Демократия в Европе - у нас есть выбор". Основное внимание дискуссий в 2014 году сосредоточено  было на конфликте Украины с Россией и на вопросах европейской политики безопасности .
Среди известных гостей присутствовали Эрвин Прёлль, Альфред Гузенбауэр, Себастьян Курц,Йоханнес Хан и Михаэль Шпинделеггер. Премьер-министр Сербии Александр Вучич отменил свой визит из-за наводнения в Сербии, его представлял посол Сербии Перо Янкович .

## Европейский Форум 2015
Темой двадцатого Европейского Форума была «Достигнет ли Европа своих границ? О роли Европы в мире» ".
Важнейшими докладчиками на встрече были министр обороны Грузии Тина Хидашели, комиссар ЕС Йоханнес Хан, премьер-министр Сербии Александр Вучич и Райнхольд Миттерленер .
В конце мероприятия Эрвин Прёлль наградил Пауля Лендвайя почетной статуэткой святого Леопольда в благодарность за его модерацию и работу за время проведения форума. Кроме того, впервые в рамках этого события была присуждена Европейская премия .

## Европейский Форум 2016
В 2016 году Европейский Форум Вахау состоялся с 11 по 12 июня под названием:  "Европа - объединенная в процветании, разделенная в кризисе".". Модератором и на этот раз выступил Пауль Лендвай. Обсуждение включали такие темы, как: проблемы беженцев, опасности национализма и популизма и роль Европы в экономике. .
Среди приглашенных докладчиков были представители политических, деловых, культурных и медийных кругов, среди которых был министр иностранных дел Австрии Себастьян Курц, председатель федеральной земли Нижняя Австрия Эрвин Прёлль, министр иностранных дел Болгарии Даниэль Митов и многие другие.

## Европейский Форум 2017
Европейский Форум Вахау 2017 состоялся под лозунгом "Ближе к гражданам в Европе", работа которого сосредоточилась на четырех  группах, а именно: проблемы безопасности: "Глобальная стратегия ЕС и как она может помочь ЕС обеспечить ее безопасность?", региональные проблемы: "Европа разнообразия и субсидиарность: эффективность решений и граждане", экономический аспект" Между Азией и США: как Европа может оставаться конкурентоспособной?", и культурные проблемы:" Это все культура? :Миграция, демократия и верховенство права в отношениях напряженности "
Впервые в 2017 году достижения и задачи Европейского Форума Вахау обсуждались на лекциях в Венском университете в сотрудничестве с Викимедиа Австрия. Во время занятий, а также непосредственно после заседаний дискуссионных групп Форума, в которых принимали участие студенты университета, в Готтвайг обсуждались проблемы Форума и возможности изложения информации в энциклопедической форме и ее перевод на другие языки для обеспечения распространения в информационном пространстве. 

## Молодежь на Европейском Форуме
К 10-летию Европейского Форума Вахау в 2004 году Йоханной Микль-Ляйтнер, тогдашним советником по вопросам труда, семьи и социальных проблем федеральной земли Нижняя Австрия, был организован юношеский пленум. Молодёжь в возрасте от 18 до 25 лет была приглашена принять участие в молодежном пленуме из всех 28 стран государств-членов ЕС. Целью этого приглашения было заинтересовать молодёжь Европы в налаживании личных контактов и европейской проблематикой.
«В одиночку мы — слова, вместе — стих. Европа не должна оставаться словом, Европа должна быть стихом», — Эрвин Прёлль процитировал во время празднования годовщины 15-го Европейского Форума Вахау.
Студенты технической школы из г. Санкт-Пёльтен разработали различные PR-концепции для Европейского Форума Вахау, что касается мер и средств массовой информации для социальных сетей до, во время и после мероприятия. В частности, как через технические средства распространять сообщения Европейского Форума. Некоторые идеи были приняты и реализованы.